# Kälberbusch
Koordinaten: 50° 56′ 29″ N, 13° 48′ 28″ O

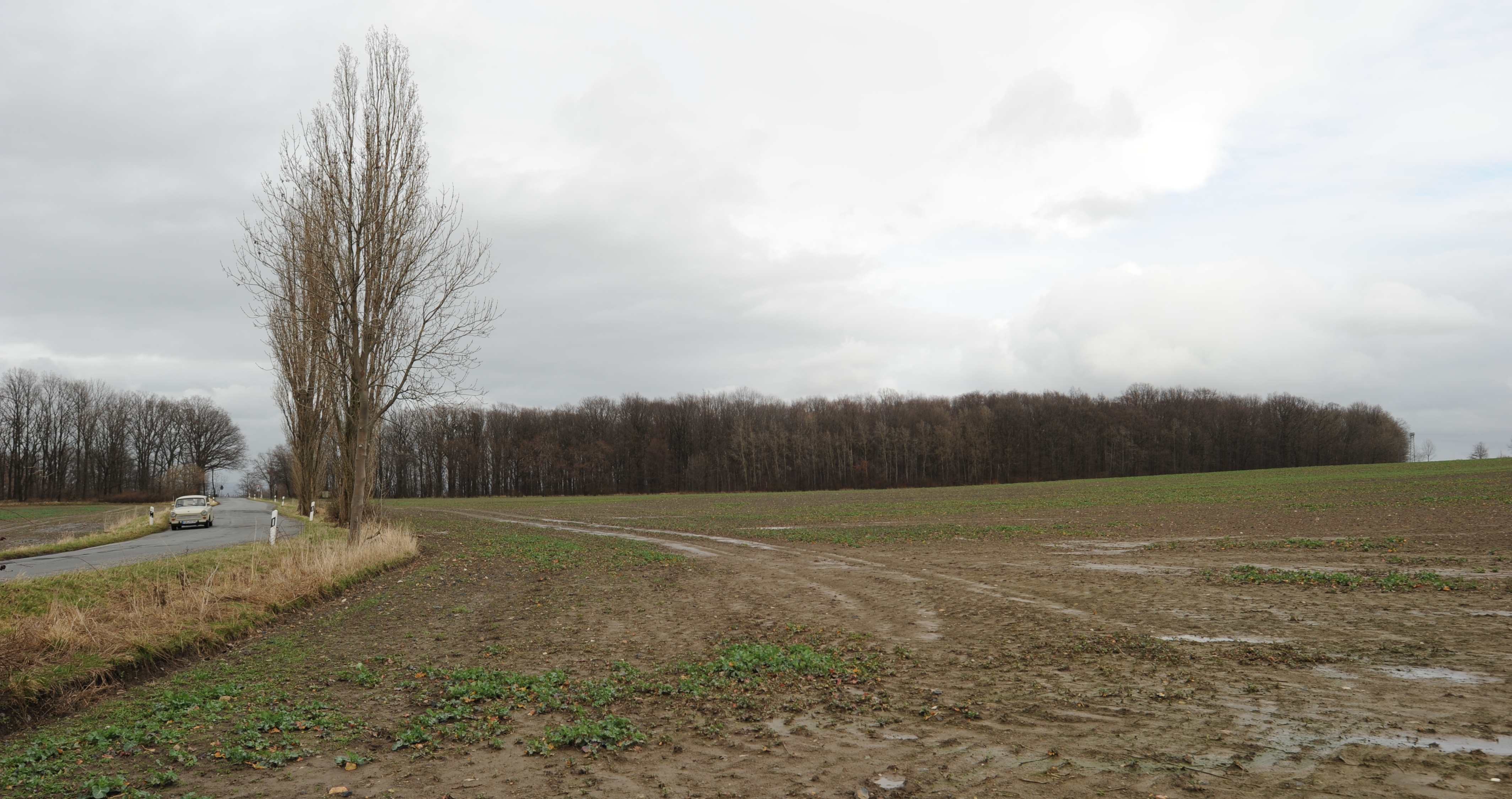
Blick von Westen auf den Kälberbusch

Als Kälberbusch wird ein kleines Waldareal am südlichen Rand der Elbezone und nach geologischen Gesichtspunkten im Elbtalschiefergebirge zwischen den Dörfern Wittgensdorf und Tronitz bezeichnet. Es erstreckt sich in einer Geländeabsenkung östlich des Sandbergs (336,0 m) auf dem Gemeindegebiet von Dohna im Landkreis Sächsische Schweiz-Osterzgebirge.

## Geographie und Geologie

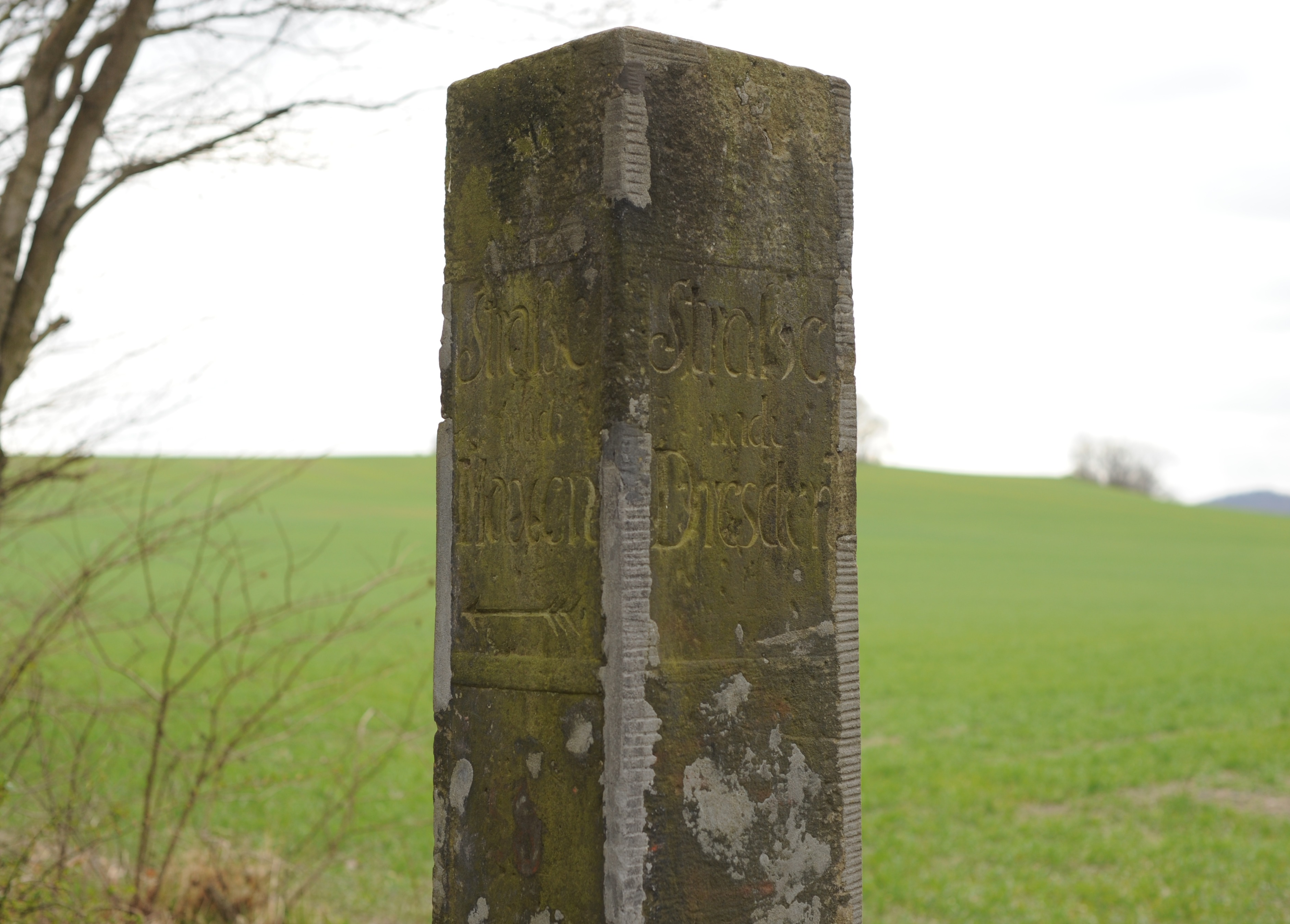
Wegweisersäule am Kälberbusch: „Straße nach Maxen“, „Straße nach Dresden“

An nördlichen Rand ist der Wald von der asphaltierten Landstraße K 8767 zwischen Wittgensdorf und Tronitz begrenzt. In seiner westlichen Flanke verläuft die Röhrsdorfer Straße, die als unbefestigter Verkehrsweg von Röhrsdorf im Norden nach Süden in Richtung Maxen führt. Am nördlichen Rand des Kälberbuschs kreuzen sich die beiden Straßen und hier steht eine Wegweisersäule aus Elbsandstein. Die Westflanke des Forstortes bildet zugleich die Grenze zwischen den Gemeindegebieten von Kreischa und Dohna.
Nach Osten schließen sich Obstplantagen an, die südlich von Tronitz liegen und deren Areale bis zu den Spargründen bei Dohna heranreichen.
Das Waldareal Kälberbusch befindet sich im nordwestlichen Abschnitt des Elbtalschiefergebirges.
Der feste Untergrund besteht aus miteinander wechsellagernden Grauwacken und Tonschiefern karbonischen Alters. In dieser Zone befindet sich ein NW-SO-streichendes Vorkommen aus Kieselschiefer-Hornstein-Konglomeraten in Form von Konglomeratbänken. Diese Bänke können bis zu 30 m Mächtigkeit erlangen und sind unterkarbonischen Alters.
Sie waren zeitweilig als Straßenbaumaterial begehrt und standen in Abbau, wie auch an einigen anderen Stellen in der näheren Umgebung.